# Agnieszka Lessmann
Agnieszka Lessmann (* 30. August 1964 in Łódź, Polen) ist eine deutsche Schriftstellerin.

## Leben
Agnieszka Lessmann wuchs in Polen, Israel und Deutschland auf. Während ihres Studiums der Germanistik, Theater-, Film- und Fernsehwissenschaft und Italianistik in Köln war sie Mitglied der Kölner Autorenwerkstatt. Zeitgleich begann sie als Hörspiel- und Feature-Autorin und Kulturjournalistin für verschiedene Rundfunkanstalten (u. a. Radio Bremen, Bayerischer Rundfunk, WDR, SWR, DLF) und Tageszeitungen (u. a. Süddeutsche Zeitung, Kölner Stadt-Anzeiger, Frankfurter Allgemeine Zeitung) zu arbeiten. Ihre Magisterarbeit verfasste sie über den Hörspielpreis der Kriegsblinden. Von Januar 2001 bis Dezember 2009 verfasste und produzierte sie gemeinsam mit Frank Olbert den „Hörspielkalender“ für den Deutschlandfunk. Seit 2017 ist Lessmann Mitglied im PEN-Zentrum Deutschland. Kennzeichen ihrer literarischen Arbeit ist die ästhetische Auseinandersetzung mit den Möglichkeiten des Erzählens, mit der Macht von Vorurteilen und Identitätszuschreibungen und immer wieder auch die inhaltliche Beschäftigung mit den Folgen der nationalsozialistischen Terrorherrschaft in Europa.
Seit 1998 lebt Agnieszka Lessmann in Köln. Sie ist Mitglied des PEN-Zentrums Deutschland, des Vereins Literaturszene Köln und des Vereins Netzwerk Lyrik.

## Werk
Roman
- Aga, Roman. Gans Verlag, Berlin 2025.[2]

Hörspiele
- Variationen um einen Haustürschlüssel, Radio Bremen 1991, Regie: Rüdiger Kremer
- Im Laufe des Jahres, Radio Bremen 1993, Regie: Christiane Ohaus
- Fotografien, Bayerischer Rundfunk 1993, Regie: Irene Schuck
- Cobains Asche, Südwestrundfunk (SWR) 2004, Regie: Walter Adler, mit Sophie Rois, Matthias Koeberlin, Ulrich Noethen u. a.
- Mörder, Deutschlandfunk/SWR 2011, Regie: Christine Nagel, mit Dagmar Manzel u. a.
- Grüne Grenze, SWR/Deutschlandfunk 2013 Regie: Alexander Schuhmacher, mit Bettina Engelhard, Corinna Kirchhoff, Christof Wackernagel u. a.
- Mordercy, Polnisches Radiotheater 2014, Übersetzung: Małgorzata Syzmankiewicz, Regie: Janusz Kukuła, mit Danuta Stenka u. a.
- Monolog einer hässlichen Frau, SWR 2015, Regie: Alexander Schuhmacher
- Einstiegskurs, SWR 2018. Regie: Felicitas Ott.

Lyrik und Prosa
- Götterträume, Kurzgeschichte, in Karlheinz Barwasser und Robert Stauffer (Hrsg.): Lovestories, Verlag Förtner & Krömer, Köln 1986
- Versuch flußaufwärts und Götterträume in Norbert Hummelt (Hrsg.): Weiter im Text, Janus Verlagsgesellschaft, Köln 1991
- Daten und Fakten, Gedichtzyklus in W. Delseit, A. Kasnitz und E.Stahl (Hrsg.): Gänsehaut. Prothesen, Nyland-Stiftung, Köln, 2007
- 88888, Miniprosa. In: „Am Erker Nr. 69“, Zeitschrift für Literatur, hrsg.v. Joachim Feldmann. Münster (Daedalus Verlag) Juni 2015.
- Schreiben und Krieg, Gedichte. In: Über die Verhältnisse, hrsg.v. Bettina Hesse und Liane Dirks. Dittrich Verlag 2019.
- „Uplně jiný život / Ganz anderes Leben“, Gedichte. Übersetzung: Milan Hrabal. In: Světlik, 74, 4/2019.
- „Fluchtzustand“, Gedichte. 101 Seiten. Elif Verlag, Nettetal 2020. ISBN 978-3-946989-28-8
- „Zwischenzeit“. Gedicht. In: „Flusslaut. Anthologie“. Projekt des Literaturbüros NRW auf der Plattform Instagram, 2020.
- „Streunende Lettern“. Gedicht. In: „Am Erker Nr. 84“, Zeitschrift für Literatur, hrsg. v. Joachim Feldmann. Daedalus Verlag, Münster 2023.
- „Abschied, schon wieder“ und „Streunende Lettern“, Gedichte. In: „und kein Gedicht will Abschied von dir nehmen. Deutschsprachige Lyrik der Gegenwart“, hrsg.v. Markus Peters, Sabine Schiffner, Amir Shaheen. Verlag Ralf Liebe, Weilerswist 2024.
- „Schieferbruchverse“, Gedichtzyklus (Ausschnitt). In: „Sinn und Form“, Heft 5/2024, erscheint im September 2024.

## Preise und Stipendien
- Autorenstipendien der Film- und Medienstiftung NRW 2003, 2009 und 2012.
- „Cobains Asche“ wurde vom SWR als beste Produktion des Jahres bei den ARD-Hörspieltagen 2004 in Köln vorgestellt und erreichte beim Publikumspreis „ARD-Online-Award 2004“ den 2. Platz.
- „Mörder“ wurde von der Jury der Deutschen Akademie der Darstellenden Künste zum „Hörspiel des Monats Oktober 2011“ bestimmt. Es wurde als eine von drei Produktionen für den Hörspielpreis der Kriegsblinden 2012 nominiert und war die Einreichung der ARD/Deutschlandradio zum Prix Europa 2012.
- Literaturstipendium der Kunststiftung NRW 2013 für das Romanprojekt „Grüne Grenze“.
- Autorenstipendium der Stiftung Rheinland-Pfalz für Kultur im Künstlerhaus Edenkoben 2016
- Autorenstipendium des Deutschen Literaturfonds 2025[3]